# 顧麗真
顧麗真，为船王董浩云妻子，前香港特區行政長官董建华之母，浙江省宁波人。

## 家世
顧麗真出身宁波镇海县航运世家，父亲为清朝末年民国初年天津上海的航运业巨头顾宗瑞，有“大碶头顾氏”之称。顾宗瑞有三子一女，顾丽真为长女。董浩云在当时的老闆顾宗瑞处打工，因勤奋刻苦，得到顾宗瑞赏识。后来顾宗瑞将千金顾丽真嫁给董浩云，二人在上海结为伉俪。